# Собор Святого Духа (Денпасар)
Собор Святого Духа (индон. Katedral Roh Kudus) — католический храм, также называемый Денпасарским собором (индон. Katedral Denpasar) в городе Денпасар, административном центре Бали. 
Нынешнее здание было построено в период с 1993 по 1998 год. Собор сочетает в себе традиционную балийскую архитектуру с элементами католического храма. В приходе и кафедральном соборе Денпасара служат священники Конгрегации Божественного Слова. Пастырская деятельность в районе Денпасара в основном сосредоточена на сфере образования, поскольку церковь управляет образовательными центрами, а также такими группами, как "Харизматики", "Легион Марии", "Община Святой Троицы" и другими. Приходской собор разделен на 14 церковных общин.  Храм соответствует римскому или латинскому обряду и является материнской церковью епархии Денпасара, которая начала свою деятельность как апостольская префектура в 1950 году и получила свой нынешний статус в 1961 году буллой папы Иоанна XXIII.  Он находится под пастырской ответственностью епископа Винсентиуса Сильвестра Тунг Ким Сана.
Храм может вместить до 2000 верующих и является важным местом для католиков  Бали.

## Галерея

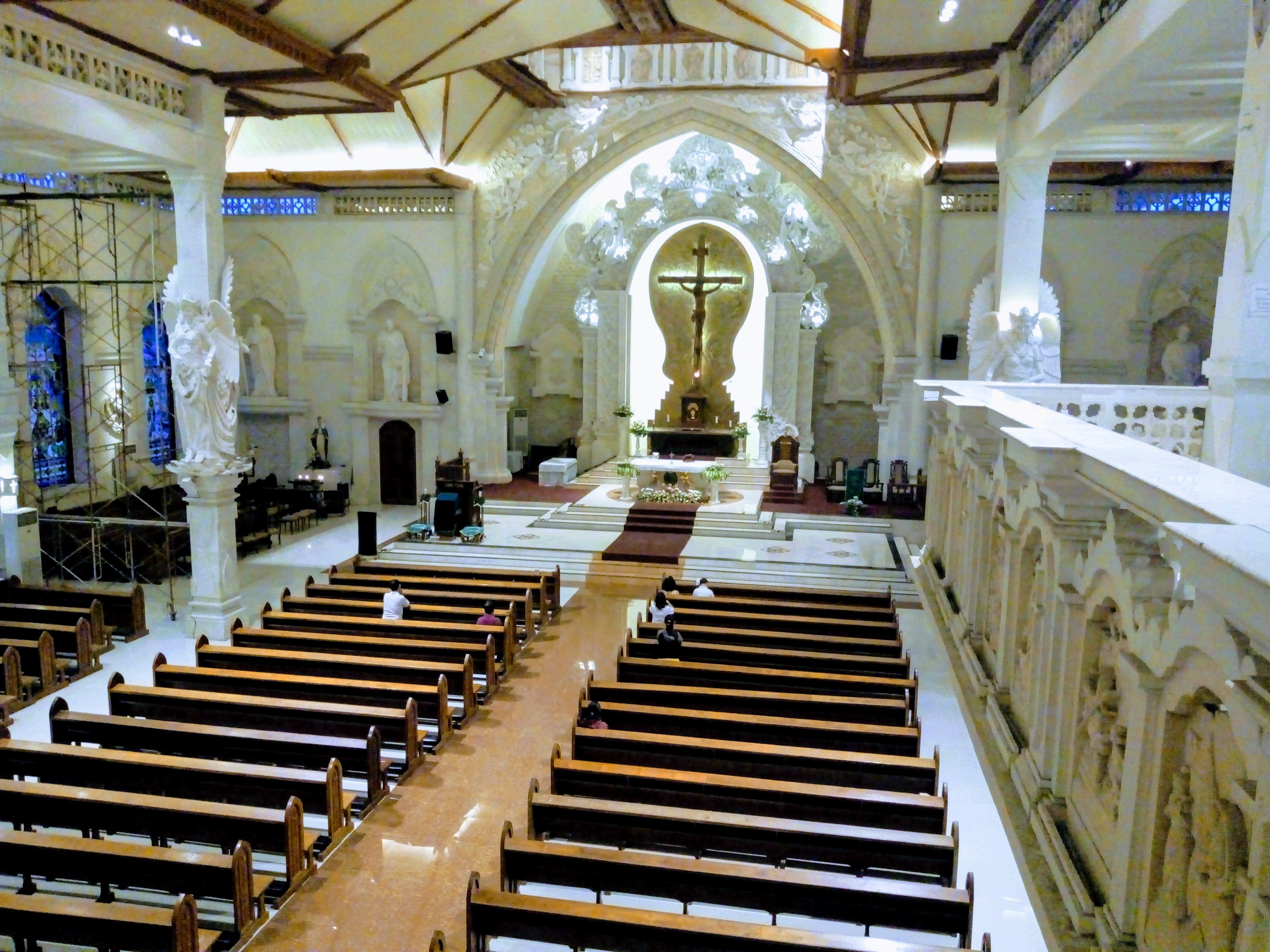
Интерьер
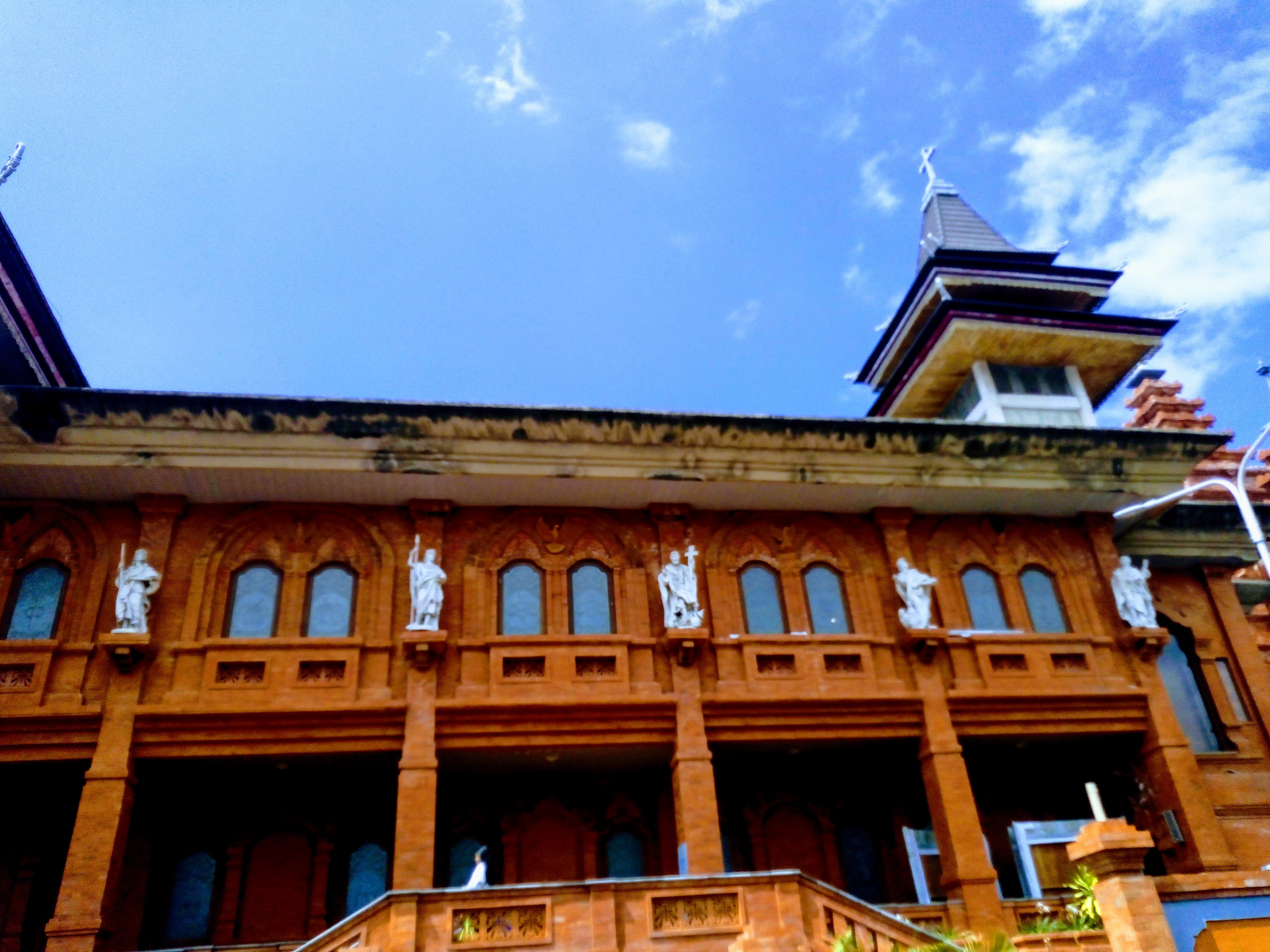
Вид снаружи